# Chaetophorales
Em taxonomia, Chaetophorales é uma ordem de algas verdes, especificamente das Chlorophyceae.